# Перрі (Південна Кароліна)
Перрі (англ. Perry) — місто (англ. town) в США, в окрузі Ейкен штату Південна Кароліна. Населення — 194 особи (2020).

## Географія
Перрі розташоване за координатами 33°37′39″ пн. ш. 81°18′31″ зх. д. / 33.62750° пн. ш. 81.30861° зх. д. (33.627604, -81.308594).  За даними Бюро перепису населення США в 2010 році місто мало площу 3,01 км², уся площа — суходіл.

## Демографія
Згідно з переписом 2010 року, у місті мешкали 233 особи в 88 домогосподарствах у складі 59 родин. Густота населення становила 77 осіб/км².  Було 117 помешкань (39/км²).
Расовий склад населення:
| - 60,1 % — білих - 37,3 % — чорних або афроамериканців - 0,9 % — корінних американців |

До двох чи більше рас належало 1,7 %. Частка іспаномовних становила 0,0 % від усіх жителів.
За віковим діапазоном населення розподілялося таким чином: 26,2 % — особи молодші 18 років, 58,8 % — особи у віці 18—64 років, 15,0 % — особи у віці 65 років та старші. Медіана віку мешканця становила 35,1 року. На 100 осіб жіночої статі у місті припадало 102,6 чоловіків;  на 100 жінок у віці від 18 років та старших — 104,8 чоловіків також старших 18 років.
Середній дохід на одне домашнє господарство  становив 33 437 доларів США (медіана — 22 143), а середній дохід на одну сім'ю — 35 030 доларів (медіана — 22 000). За межею бідності перебувало 50,8 % осіб, у тому числі 54,8 % дітей у віці до 18 років та 0,0 % осіб у віці 65 років та старших.
Цивільне працевлаштоване населення становило 88 осіб. Основні галузі зайнятості: виробництво — 26,1 %, освіта, охорона здоров'я та соціальна допомога — 26,1 %, роздрібна торгівля — 12,5 %, транспорт — 10,2 %.